# Järnefelt
Järnefelt är namnet på en svensk och senare finländsk adelsätt. Den äldre svenska grenen har utslocknat, medan den yngre finländska fortlever. 
Medlemmar av den finska grenen har invandrat till Sverige, så att ätten idag är representerad i bägge länder. Offentlig statistik tillgänglig i maj 2021 uppger att 122 personer med namnet var bosatta i Finland och att 22 personer var folkbokförda i Sverige. Totalt blir detta 144 personer.

## Historik
Ätten Järnefelt härstammar från Dideric Keldunck i Nürnberg, som var en tyskfödd kapten i svensk tjänst, och som levde i början av 1600-talet. Två söner till honom tjänade i svenska armén under trettioåriga kriget och adlades.
Wilhelm Keldunck (1617–1690) adlades 1648 med namnet Jernsköld och introducerades på Riddarhuset 1649 under nummer 431. Hans släkt är utslocknad sedan 1827.
Brodern Johan Keldunck (död 1666) adlades 1651 med namnet Järnefelt och introducerades på svenska Riddarhuset 1652 under nummer 536. Stavningen Järnefelt skall vara den ursprungliga, men namnet har också tidigare skrivits Jernefelt.
Johan Keldunck, adlad Järnefelt, blev överstelöjtnant 
och hade sex barn, av vilka två blev stamfäder för var sin gren av släkten. Den äldre sonen, också med namnet Johan (död 1681), blev kapten och stamfar till en svensk gren, som utslocknade 1760 med en sonson till denne.
Den yngre sonen Gustaf (död 1688) blev löjtnant vid Österbottens infanteriregemente och stamfar för den finländska grenen. 
Existensen av denna gren verkar ha glömts i Sverige. När den siste medlemmen av den svenska släktgrenen avled 1760, troddes således Järnefelt-ätten vara utslocknad och dess vapensköld krossades. Efter att medlemmar av den finländska grenen gett sig till känna och visat till sin härkomst, återinsattes ätten 1779  på Riddarhuset.
Vid upprättelsen av Finlands Riddarhus blev ätten Järnefelt immatrikulerad där 1818 under nummer 42 bland adelsmän. Ätten fortlevde i Sverige på svärdssidan till 1837 med underofficeren Olof Alexander Järnefelt (född 1775), som hade valt att fortsätta inom svenska armén efter 1809. Sedan 1954 är ätten åter representerad på svenska Riddarhuset.

## Personer med efternamnet Järnefelt
- Alexander Järnefelt (1833–1896), officer, topograf och ämbetsman
- Armas Järnefelt (1869–1958), tonsättare, dirigent och pianist
- Arvid Järnefelt  (1861–1932), författare
- Aurora Fredrika Järnefelt (1800–1868), prästdotter och officersfru
- Eero Järnefelt (1863–1937), målare
- Elisabeth Järnefelt (1839–1929), litterär värdinna
- Gustaf Järnefelt (1901–1989), astronom, professor
- Johan Järnefelt (1929–2020), läkare
- Jonna Järnefelt (född 1964), skådespelare
- Kasper Järnefelt (1859–1941), konstkritiker och översättare
- Laura Kolehmainen Järnefelt (1904–1985), målare
- Liva Järnefelt (1876–1971), svensk operasångerska, mezzosopran
- Maikki Järnefelt-Palmgren (1871–1929), sångerska
- Fredrik Järnefelt (1971– ), direktör
- Henrik Järnefelt (1976– ), direktör

## Släktträd (urval)
- Didrik Keldunck, fogde i Skånings härad
  - Wilhelm Keldunck, adlad Jernsköld (1617–1690), kapten
  - Johan Keldunck, adlad Järnefelt (död 1666), överstelöjtnant
    - Johan Järnefelt (död 1681), kapten, stamfar till den utslocknade svenska släktgrenen
    - Gustav Järnefelt (död 1688), löjtnant, stamfar  till den finländska släktgrenen
      - Gustaf Johan Järnefelt (1682-1761), löjtnant
        - Olof Anders Järnefelt (1729-1788), vagnmästarlöjtnant
          - Johan Adolf Järnefelt (1763-1818), fänrik
            - Gustaf Adolf Järnefelt (1791-1838), kronofogde, gift med Aurora Fredrika Järnefelt(1820-1868)
              - Gustaf Johan (1823–1883), häradshövding
                - Armas Tauno Johannes Järnefelt (1867–1938), jurist och ämbetsman 
                  - Gustaf Järnefelt (1901–1989 ) astronom 
                    - Johan Järnefelt (1929–1920). medicinsk kemist

              - Alexander Järnefelt (1833-1896), gift med  Elisabeth Järnefelt, född Clodt von Jürgensburg (1839-1929)
                - Kasper Järnefelt (1859-1941), kritiker
                - Arvid Järnefelt (1861-1932), författare
                - Eero Järnefelt (1863-1937), målare
                  - Laura Kolehmainen Järnefelt (1904–1985), målare

                - Armas Järnefelt (1869–1958). tosättare,  gift med (1) Maikki Järnefelt-Palmgren (1871–1929), (2) Liva Järnefelt (1876–1871), operasångerskor
                - Aino Sibelius (1871–1969), gift med Jean Sibelius